# Красная книга Хабаровского края
Красная книга Хабаровского края (3-е издание) — аннотированный список редких и находящихся под угрозой исчезновения животных, растений и грибов Хабаровского края. Она была подготовлена специалистами Министерства природных ресурсов Хабаровского края и учёными Института водных и экологических проблем ДВО РАН.

## Издание
Первое издание Красной книги Хабаровского края выпущено в 1999 году в соответствии с законом «Об охране окружающей среды РФ» и Постановлением Главы администрации Хабаровского края № 3224 от 7 июня 1995 года. Второе издание Красной книги Хабаровского края выпущено в 2000 году в связи с необходимостью внесения изменений и дополнений. Издание включало описание 149 видов растений и 123 видов животных.
Третье издание Красной книги Хабаровского края выпущено в 2008 году. Тираж составил 2000 экземпляров. Красная книга Хабаровского края является официальным изданием, предназначенным как для специалистов, так и для широкого круга читателей.
В этом издании оценка состояния видов и популяций проведена по категориям, сочетающим как категории Красной книги Российской Федерации, так и категории Международного союза охраны природы, которые соотносятся следующим образом:
| Категории Красной книги России            | Категории по системе МСОП                                                   | Категории Красной книги Хабаровского края |
| 0 — вероятно исчезнувшие                  | RE — вероятно исчезнувшие в регионе                                         | 0 (RE)                                    |
| 1 — находящиеся под угрозой исчезновения  | CR — находящиеся в критическом состоянии (на грани исчезновения)            | 1 (CR)                                    |
| 2 — сокращающиеся в численности           | EN — находящиеся в опасном состоянии (исчезающие)                           | 2 (EN)                                    |
| 3 — редкие                                | VU — уязвимые                                                               | 3 (VU)                                    |
| 3 — редкие                                | NT — находящиеся в состоянии, близком к угрожаемому (потенциально уязвимые) | 3 (NT)                                    |
| 3 — редкие                                | LC — вызывающие наименьшие опасения                                         | 3 (LC)                                    |
| 4 — неопределенные по статусу             | DD — недостаточно изученные                                                 | 4 (DD)                                    |
| 5 — восстановленные и восстанавливающиеся | (отсутствует)                                                               | 5                                         |

В издании представлен список редких и находящихся под угрозой исчезновения животных и растений Хабаровского края, который включает 159 видов животных (30 — беспозвоночные, 11 — рыбы, 8 — земноводные и пресмыкающиеся, 81 — птицы, 29 — наземные и морские млекопитающие), 294 видов растений (238 — покрытосеменные, 3 — голосеменные, 24 — папортниковидные, 2 — плауновидные, 7 — мохообразные, 20 — лишайники) и 16 видов грибов.
Для каждого вида приведены иллюстрации, карта распространения, определены статус и категория редкости, даны краткое описание, сведения о численности и необходимых мерах охраны.